# 鏡遊
鏡 遊（かがみ ゆう）はフリーのシナリオライター。アダルトゲームブランドminoriの作品に多く参加している。

## 参加作品
- はるのあしおと（minori、シナリオ監修・シナリオ）
- さくらのさくころ（minori、開発補助）
- ef - First Fan Disc（minori、シナリオ）
- ef - the first tale.（minori、原作・シナリオ）
- 明日の君と逢うために（Purple software、企画・原案・シナリオ）
- ef - the latter tale.（minori、原作・シナリオ）
- 明日の七海と逢うために（Purple software、企画・原案・シナリオ）
- eden*（minori、原作・シナリオ）
- 未来ノスタルジア（Purple software、企画・原案・シナリオ）
- すぴぱら - Alice the magical conductor.（minori、原作・シナリオ）
- 夏空のペルセウス（minori、シナリオ）
- 天色*アイルノーツ（ゆずソフト、シナリオ）
- 12の月のイヴ（minori、シナリオ）
- ソレヨリノ前奏詩（minori、原作・シナリオ）
- 約束の夏、まほろばの夢（ういんどみる、シナリオ）
- 青春フラジャイル（Purple software、企画・シナリオ）[1][2]

### ドラマCD
- 『はるのあしおと』「どきわく温泉旅行」（発売日不明 / minori）（シナリオ） - RaspberryVol.16収録
- 『はるのあしおと』「教えて!和ちゃん」（2004年7月23日 / minori）（シナリオ） - ソフマップ購入特典
- 『はるのあしおと』「楠木あおいの護身術教室」（2004年10月25日 / minori）（シナリオ） - ビジュアルファンブックに付属
- 『はるのあしおと』「ユメノカナタ」（コミックマーケット67 / minori）（シナリオ）
- 『ef - a fairy tale of the two.』「宮村家へようこそ」（コミックマーケット71 / minori）（シナリオ）
- 『ef - Second Fan Mix』「景ちゃんのドタバタアルバイト」（コミックマーケット73 / minori）（シナリオ）
- 『ef - a fairy tale of the two.』「冬スペ」（コミックマーケット73 / フロンティアワークス）（シナリオ）
- 『明日の君と逢うために』「晴れ、ときどき幸せ」（コミックマーケット73 / Purple software）（企画・シナリオ）
- 『明日の君と逢うために』「どっちにするの!?」（DreamParty2008春東京・大阪 / Purple software）（企画・シナリオ）
- 『明日の君と逢うために』「未来へ吹く風」（コミックマーケット74 / Purple software）（企画・シナリオ）
- 『明日の君と逢うために』「キケンな夏合宿」（DreamParty2009春東京・大阪 / Purple software）（企画・シナリオ）

### SS
- 『ef - another tale.』（コンプティーク2006年7月号から / minori）（テキスト・補助）
- 『瑠璃子の入学式』（2007年11月30日 / Purple software）（テキスト） - 『明日の君と逢うために』初回特典特製ビジュアルブックに収録

### 小説
- ef-a fairy tale of the two.（2007年10月 富士見書房 全2巻）- 原作：minori 御影、鏡遊
- 神なる姫のイノセンス（2010年5月 - 2011年10月 MF文庫J 全5巻）
- 剣神の継承者（2012年5月 - 2015年3月 MF文庫J 全12巻）
- ボクの可愛い国家令嬢（2012年8月 - 12月 富士見ファンタジア文庫 全2巻）
- 六人のイヴと神殺しの使徒（2013年11月 - 2014年8月 富士見ファンタジア文庫 全3巻）
- エンジェル・フェスタ!（2014年12月 - 2015年3月 MF文庫J 全3巻）
- アスガルド武皇戦記（2015年8月 - 2016年7月 富士見ファンタジア文庫 全3巻）
- 血風の英雄伝承（2015年9月 - 12月 MF文庫J 全2巻）
- かませ系ヒロインルートの結末を俺は知らない（2015年11月 - 2016年3月 角川スニーカー文庫 全2巻）
- 東京屍街戦線（2016年7月 NOVEL 0）
- グレイトフル・バッド 闇に堕ちた英雄（2016年12月 角川スニーカー文庫）
- 最強パーティは残念ラブコメで全滅する!?（2017年8月 - 2018年3月 富士見ファンタジア文庫 全3巻）
- セックス・ファンタジー（2017年11月 - 2018年10月 NOVEL 0 全2巻）
- 僕のカノジョ先生（2018年8月 - 2021年2月 MF文庫J 全9巻）
- セックス・カンパニー（2018年8月 - 2019年3月 NOVEL 0 全2巻）
- 先生、教え子と〈結婚実習〉しませんか?（2019年9月 美少女文庫）
- 天使な後輩が妹になったらウザ可愛い（2019年11月 美少女文庫）
- 私、メイドなのにお嬢様より好きなんですか!?（2020年7月 美少女文庫）
- 妹のほうがお姉ちゃんより可愛いですよ、先輩?（2020年7月 - 富士見ファンタジア文庫 既刊2巻）
- 戦鬼と戦姫の聖災戦争（2022年3月 MF文庫J）
- 妹はカノジョにできないのに（2022年4月 - 2023年11月 電撃文庫 全5巻）
- 好きな子に告ったら、双子の妹がオマケでついてきた（2022年10月 - ブレイブ文庫 既刊3巻）
- 僕らの春は稲妻のように（2023年3月 - MF文庫J 既刊2巻）
- 女友達は頼めば意外とヤらせてくれる（2023年4月 - 角川スニーカー文庫 既刊6巻）
- ちょっと戦争、勝ってくる（2025年3月 MF文庫J）
- 好きだった子をメイドにしたら、俺の部屋でこっそりナニかしている（2025年7月 電撃文庫）

### 作詞
- Engagement（はるのあしおと 作詞）